# João Alfonso
João Alfonso ou João Afonso, conhecido em França por Jean Fonteneau,  Alfonse de Saintonge ou  Jean Alphonces ( c. 1484, Portugal – dezembro de 1544 ou 1549, ao largo de La Rochelle ) foi um navegador português, explorador e corsário, proeminente na época europeia dos descobrimentos. Teve início de carreira em Portugal e mais tarde serviu o Rei de França .

## Primeiros anos e vida pessoal

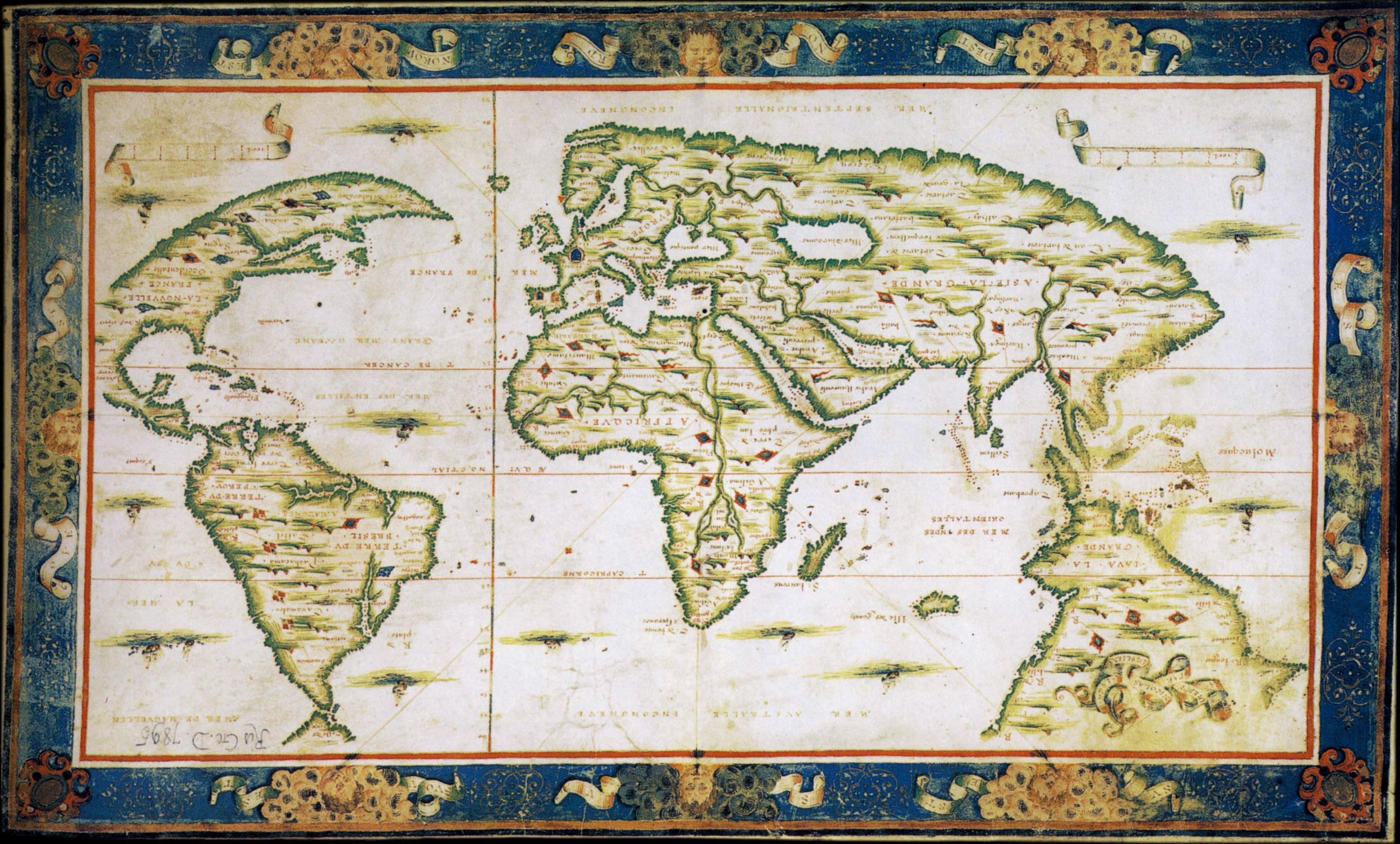
Mapa-múndi de Nicolas Desliens, c. 1566. Os escritos e cosmografias de João Afonso (também baseados em suas viagens anteriores ao Oriente e ao Ocidente) inspiraram e ajudaram a Escola de Dieppe na França

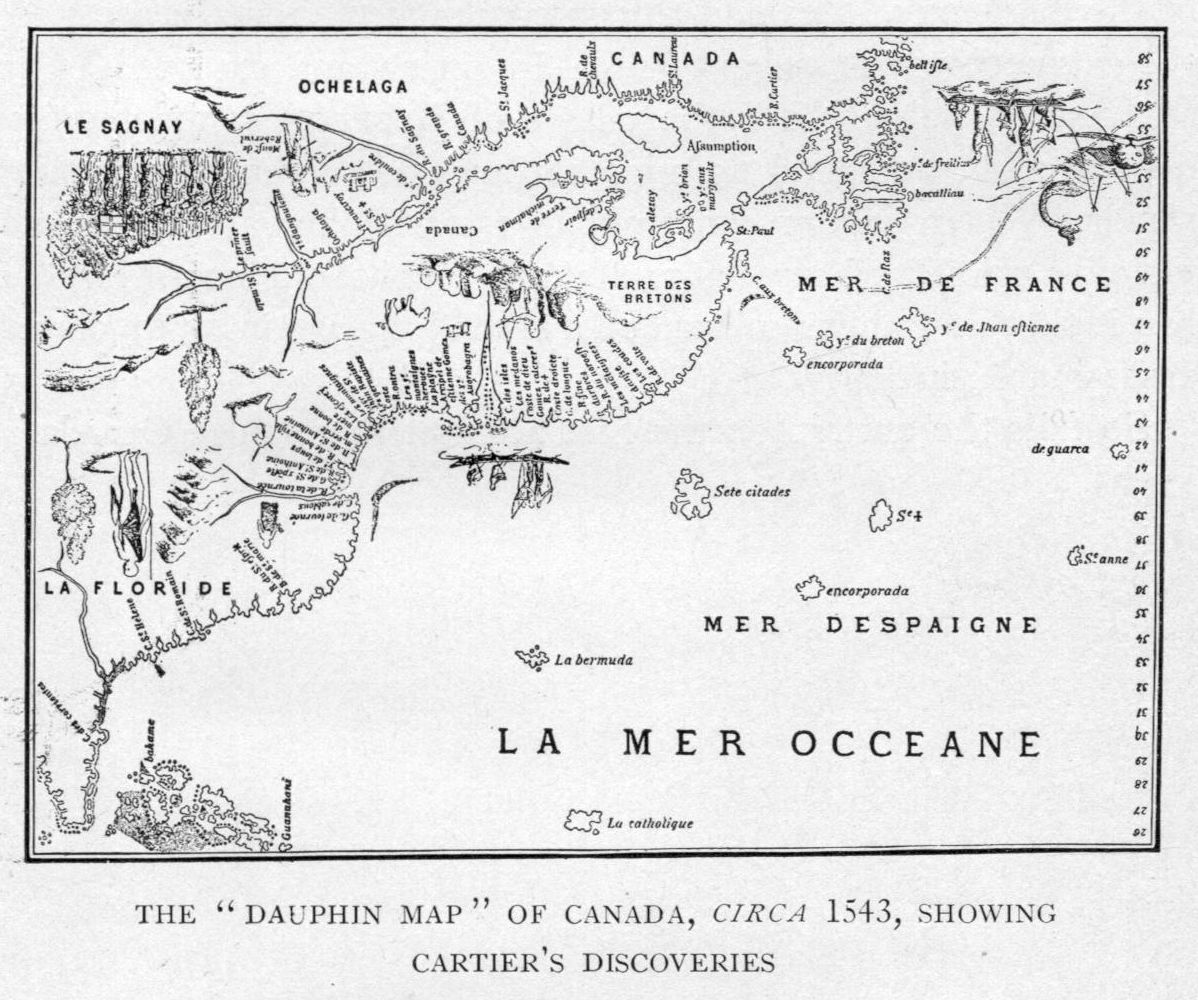
O Mapa Delfim do Canadá, por volta de 1543, mostrando as descobertas e explorações de Cartier. Uma região explorada pelo piloto João Alfonso em 1542-43

Nascido João Alfonso e mais tarde conhecido na França como Jean Fonteneau ou Alfonse de Saintonge, casou-se com Valentina Alfonso. Foi para o mar aos 12 anos, juntou-se às Armadas Portuguesas da Índia e às frotas comerciais portuguesas enquanto navegavam pelos sete mares até as costas do Brasil, África Ocidental e ao redor do Cabo até Madagascar e Ásia. Seus escritos falam de dias com duração de três meses, e de um vasto continente ao sul, a Terra Australis, e o Jave la Grande, que ele afirma ter visto ao sul do Sudeste Asiático, possivelmente sugerindo que ele se aproximou do Ártico (pela América do Norte), Austrália e Antártica.

## A serviço da França
Antes ou por volta de 1530, por alguns motivos, mudou-se para a França colocando-se ao serviço de Francisco I. Os agentes diplomáticos do rei de Portugal em França, na primeira metade do século, procuraram as causas desta mudança. Gaspar Palha, diplomata português em Paris em 1531, tendo encontrado um homem de La Rochelle a quem pediu informações sobre o piloto Jean Alfonse, escreveu que estava exilado porque, quando perdeu-se perto da costa da Bretanha atingido por uma tempestade, tinha-se envolvido numa briga com seu próprio filho mais velho, que resultou na morte do mesmo; e que consequentemente, exilou-se para escapar à Justiça portuguesa.
| “ | Depois de ter esta escrita fui topar com um homem da Rochela, que chegava entam de lá, e mem comecei a enformar dele, sem que ele me conhecesse, das novas que havia: amtre outras lhe perguntei que era feito de Joam Afonso, aquele piloto portugues que ai estava. Disse-me que andava homiziado porque, quando se perdera com tromenta na Costa da Bretanha, que houvera rezões com o filho que tinha, ja homem, e que o matara; e que por este caso amdava agora homeziado que nom ousava parecer. Hei esta nova por certa, porque a soube desta maneira | ” |
|   | — Gaspar Palha. |   |

Mas é um relato por depoimento indireto, e pode ter havido outras razões não criminais para o exílio. João Alfonso deixou o país, mais tarde na companhia da mulher e dos filhos. Em 1531, João III de Portugal tentou repatriar o piloto desertor por causa de suas altas qualificações e por seu vasto e possível conhecimento classificado. O próprio rei correspondia diretamente com Alfonso, enviando cartas de indulto pelos seus embaixadores e representantes e posteriormente trocando cartas com ele nessa tentativa.
Na década de 1540, ele era um piloto de renome, liderando frotas para a África e o Caribe e com fama de nunca ter perdido um navio. André Thevet menciona uma conversa onde Alfonso  confessava ter saqueado Porto Rico como um corsário. Durante muito tempo pensou-se que o herói rabelaisiano Xenomanes era baseado em Alfonso.
Em 1542-43, Alfonso pilotou o barco  de Jean-François de la Roque de Roberval na tentativa fracassada de colonizar o Canadá logo após a terceira viagem de Jacques Cartier. Os 200 colonos, incluindo prisioneiros e algumas mulheres, passaram um inverno rigoroso nas margens do rio São Lourenço, atingido pelo escorbuto um quarto deles morreram em antes de navegar de volta para a França. Durante esta viagem, Alfonso demonstrou que podia-se navegar por uma passagem entre a Groenlândia e o Labrador e descreveu uma terra que chamou de Norombega .

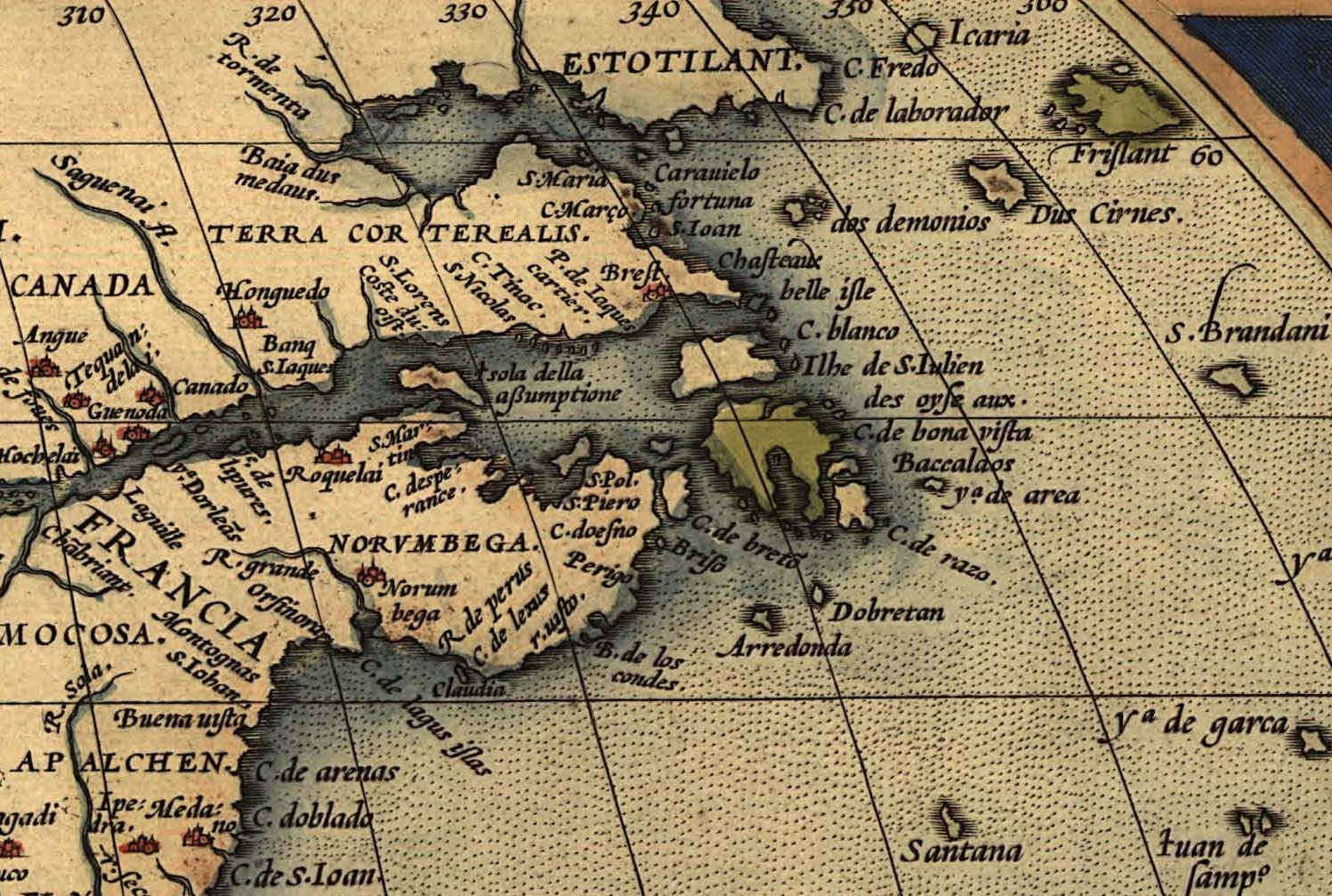
Parte do atlas de Abraham Ortelius de 1570, mostrando "Norombega" entre outros nomes mais ou menos míticos para várias áreas (assim como várias ilhas fantasmas)

No final de 1544, Alfonso deixou La Rochelle para o Canadá com uma pequena frota (alguns eram barcos bascos de pesca ao bacalhau), enquanto o Tratado de Crépy tinha acabado de ser assinado entre a França e a Espanha. Uma frota espanhola liderada por Pedro Menéndez de Avilés apanhou-o quando voltava para La Rochelle e afundou o seu navio ao largo dessa mesma cidade, matando Alfonso no naufrágio. Algumas fontes dizem que este encontro fatal ocorreu em 1549.

## Obras
Seus escritos foram publicados como Les voyages avantureux du Capitaine Ian Alfonce (1559) e La cosmographie avec l'espère et régime du soleil du Nord par Jean Fonteneau dit Alfonse de Saintonge, capitaine-pilote de François Ier (manuscrito datado de 1545, publicado pela primeira vez em 1904). Neles ele descreve os vários lugares e povos que ele e outros viram, muitos deles pela primeira vez impressos (como Gaspé, o Beothuk, São Pedro e Miquelão, as joias de Madagáscar, um continente ao sul de Java ) e fornece instruções de navegação sobre como lá chegar.

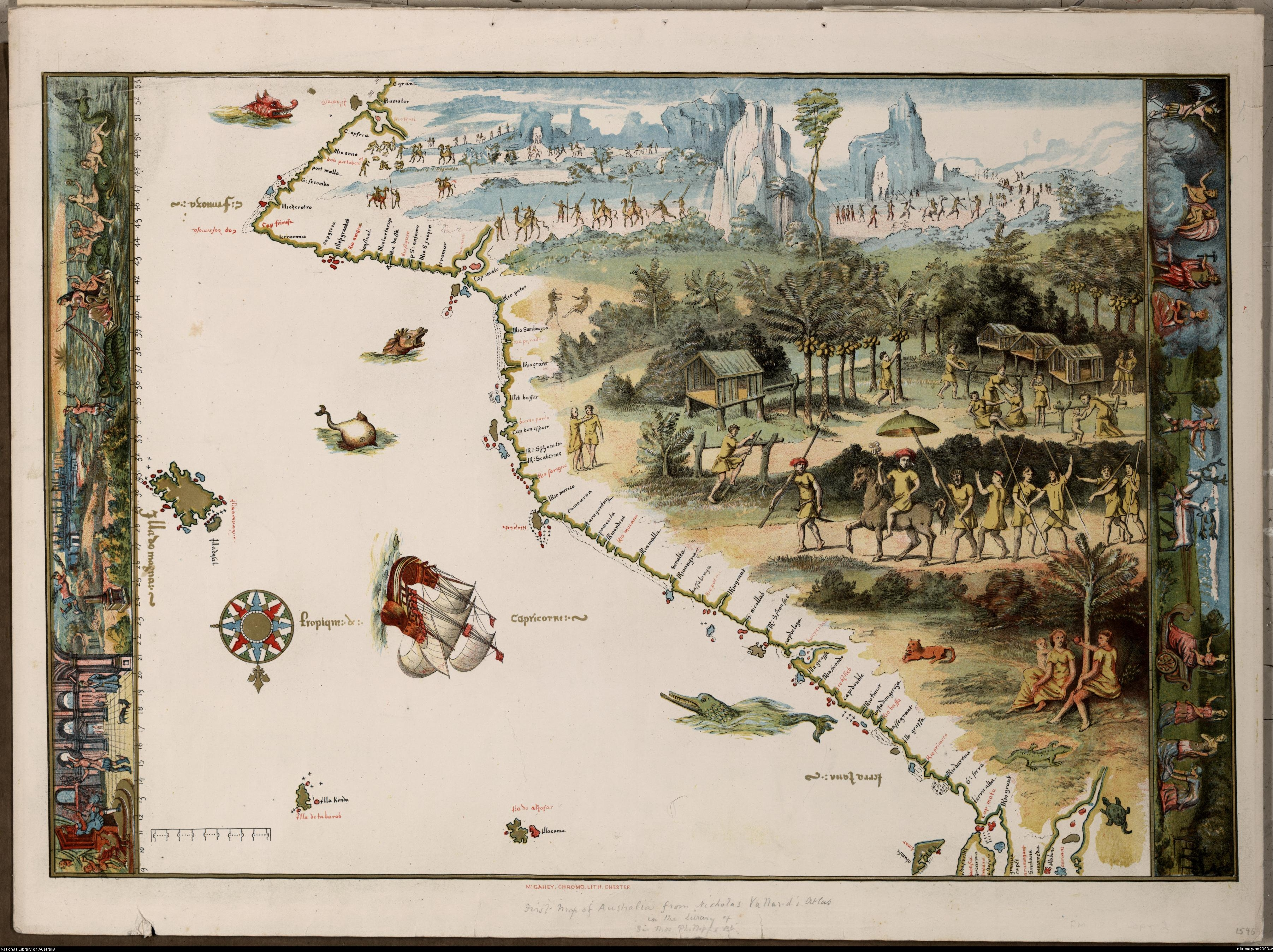
Costa leste de Jave La Grande: do atlas de Nicholas Vallard, 1547. Cópia mantida pela [http://nla.gov.au/nla.map-rm2393 Biblioteca Nacional da Austrália